# راين-رور

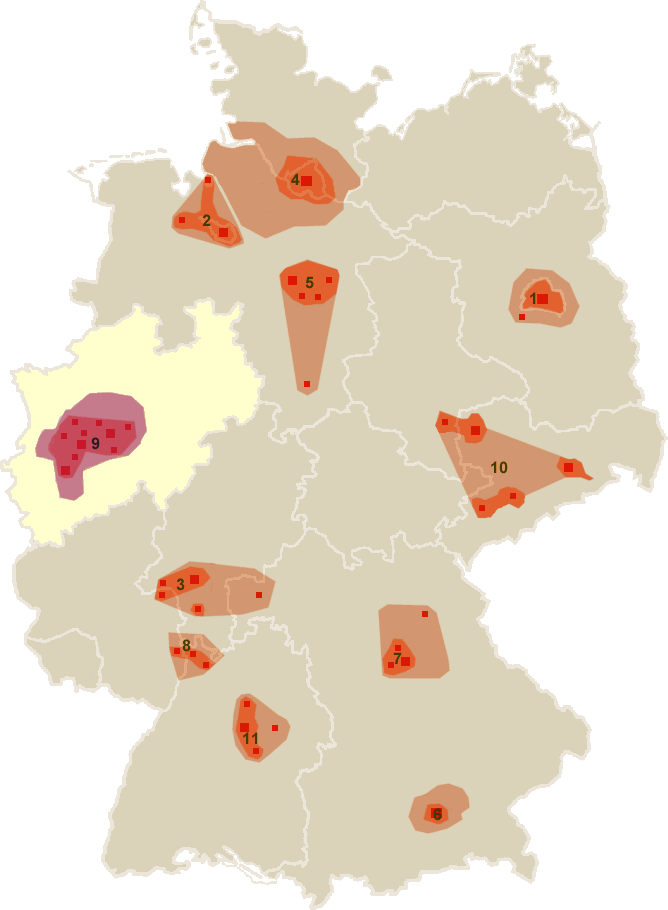
المناطق الحضرية الألمانية

تأتي المنطقة الحضرية «راين - رور» (بالألمانية: Metropolregion Rhein-Ruhr) من حيث عدد السكان حاليا في المرتبة الأولى من بين 11 منطقة حضرية في ألمانيا. وقد منحت الصفة الحضرية من جانب مؤتمر الوزراء الألمان المسؤولين عن التخطيط الإقليمي عام 1995.
هذه المنطقة الحضرية تخضع لتحديد دقيق، وتغطي مساحة نحو 7000 كيلومتر مربع يقطنها ما يقرب من 10 ملايين نسمة، وتقع كلها في ولاية شمال الراين - وستفاليا. وهذا يجعلها الأكثر تعدادا سكانيا والأكثر كثافة سكانية بين سائر المناطق الحضرية الألمانية ومن بين أكبر خمسة مناطق حضرية في أوروبا. توصف منطقة راين-رور في بعض الأحيان بأنها مدينة عملاقة. وتقع في وسط المنطقة الاقتصادية الأوروبية التي تسمى بالموزة الزرقاء.